# FinCEN Files
Os FinCEN Files (em português: Arquivos FinCEN) são documentos que difundiram da Financial Crimes Enforcement Network (FinCEN), que foram investigados pelo Consórcio Internacional de Jornalistas Investigativos (ICIJ) da BuzzFeed News e divulgados globalmente em 20 de setembro de 2020. Os relatórios descrevem mais de 200 000 transações financeiras suspeitas avaliadas em mais de 2 trilhões de dólares que ocorreram de 1999 a 2017 em várias instituições financeiras globais. Os documentos parecem mostrar que, embora os bancos e o governo dos Estados Unidos tivessem essa inteligência financeira, pouco fizeram para impedir atividades como a lavagem de dinheiro. A informação implica instituições financeiras em mais de 170 países que desempenharam um papel na facilitação da lavagem de dinheiro e outros crimes fraudulentos. Jornalistas de todo o mundo criticaram tanto os bancos quanto o governo dos Estados Unidos. A BBC afirmou que "os maiores bancos do mundo permitiram que criminosos movessem dinheiro sujo ao redor do mundo", e a BuzzFeed News afirma que os arquivos "oferecem uma visão global sem precedentes de corrupção financeira, os bancos que a permitem e as agências governamentais que acompanham o seu florescimento."